# Basshunter
Jonas Erik Altberg (født 22. december 1984 i Halmsted, Sverige) er en svensk sanger, musikproducer og dj, kendt som Basshunter. Hans musik klassificeres som eurodance, hård dance eller melodisk trance. Altberg producerer sin musik med computerprogrammet FL Studio (også kendt som Fruity Loops).

## Baggrund
Da han var ung, gik han på Sturegymnasiet i Halmsted.
Altberg har Tourettes syndrom, hvilket han længe har kæmpet med, men har efterhånden lært at leve med.

## Musik
Altberg begyndte med at lave musik i 2001 og udgav sine første albums, The Bassmachine og The Old Shit, på sin egen hjemmeside i 2004 og 2006.
Altberg er særlig kendt for sangen "Boten Anna", der i 2006 blev et stort hit i flere europæiske lande. En anden sang, der har fået en vis udbredelse, er "Vi sitter i Ventrilo och spelar DotA", som handler om spillet Warcraft III: Reign of Chaos-banen i DotA.
I 2008 udkom albummet Now You're Gone - The Album, som inkluderede de engelske versioner af "Boten Anna" og "Vi sitter i Ventrilo och spelar DotA", "Now You're Gone" og "All I Ever Wanted". Albummet hittede i Europa[kilde mangler].
Basshunters tredje studiealbum, Bass Generation, udkom 28. september 2009 - en uge efter singlen "Every Morning"[kilde mangler].
I maj 2010, da singlen "Saturday" blev udgivet, blev det annonceret, at han ville udgive sit 4. studioalbum. Herefter blev udgivelsesmåneden rykket utallige gange. Singlerne "Northern Light" og "Dream on the Dancefloor" blev udgivet i 2012. Der ligger et hav af previews og demos på Basshunters nye sange på YouTube.[kilde mangler] I 2013 blev albummet Calling Time udgivet.

## Diskografi

### Studiealbum
- The Bassmachine (2004)
- LOL <(^^,)> (2006)
- Now You're Gone - The Album (2008)
- Bass Generation (2009)
- Calling Time (2013)

## Priser og nomineringer
| År   | Pris                            | Kategori                                      | Resultat  |
| ---- | ------------------------------- | --------------------------------------------- | --------- |
| 2006 | Grammis                         | Årets bästa ringsignal ("Boten Anna")         | Vundet    |
| 2006 | Rockbjörnen                     | Årets svenska låt ("Boten Anna")              | Nomineret |
| 2006 | Rockbjörnen                     | Årets svenska nykomling                       | Nomineret |
| 2006 | Eurodanceweb Award              | "Boten Anna"                                  | Vundet    |
| 2007 | NRJ Radio Award                 |                                               | Vundet    |
| 2008 | European Border Breakers Award  | LOL <(^^,)>                                   | Vundet    |
| 2008 | Eska Music Award                | Radioaktywny hit roku Era ("Now You're Gone") | Vundet    |
| 2008 | BT Digital Music Award          | Best Electronic Artist or DJ                  | Nomineret |
| 2008 | BT Digital Music Award          | Breakthrough Artist of the Year               | Nomineret |
| 2008 | MTV Europe Music Award          | Best New Act                                  | Nomineret |
| 2008 | MTV Europe Music Award          | Most Addictive Track ("Now You're Gone")      | Nomineret |
| 2008 | The Record of the Year          | "Now You're Gone"                             | Nomineret |
| 2008 | World Music Award               | World's Best Selling Swedish Artist           | Vundet    |
| 2009 | Scandipop Award                 | Best Male                                     | Vundet    |
| 2010 | International Dance Music Award | Best HiNRG/Euro Track ("Every Morning")       | Nomineret |
| 2011 | Scandipop Award                 | Best Male Single ("Saturday")                 | Nomineret |